# Согдийское письмо
Согдийское письмо (согдийский алфавит) — одна из древних письменностей, возникшая в Согдиане. Произошло из восходящей к арамейскому письму сирийской письменности. Первоначально использовалось для записи согдийского языка, принадлежащего к иранской языковой группе, впоследствии было адаптировано для древнеуйгурского и других восточнотюркских языков. В целом была вытеснена различными вариантами арабского алфавита после обращения использовавших её народов в ислам.
Согдийская письменность использовалась для записи религиозных (буддистских, манихейских, несторианских и зороастрийских), а также светских текстов — писем, законодательных актов, надписей на монетах и т. д.
На согдийском языке тексты писались справа налево.
Модификацией согдийского является староуйгурское письмо, заимствованное монголами и породившее ряд вариантов, включая старомонгольское письмо.

## История
Абсолютное большинство согдийских текстов записано тремя видами письменности: слабо модернизированным сирийским письмом записаны практически все христианские тексты; более половины манихейских текстов сохранилось в записи т. н. манихейским письмом. Национальным письмом записаны все светские, буддийские, зороастрийские тексты, значительная часть манихейских сочинений и несколько христианских.
Все три вида письменности восходят к западносемитскому письму, как и большинство других среднеиранских письменностей. Эту письменность (именуемую «квазиалфавитной» или «консонантной») характеризует последовательная запись согласных звуков при том, что гласные изначально не отображались (в дальнейшем, для указания на гласные стали использоваться знаки для одной согласной (гортанной смычки, т. наз. алеф) и двух полугласных — ў (/w/) и й (/j/), надстрочные и подстрочные знаки).
Христианское письмо является восточно-сирийским письмом, реформированным под нужды согдийского. Примечательно, что гласные в христианских текстах нередко обозначены диакритическими знаками. Манихейское письмо восходит к пальмирской письменности, особому варианту сирийского письма, реформированной самим Мани, и приспособленной для иранских языков — среднеперсидского и парфянского, а позднее и согдийского.
Национальное письмо (как и «неманихейская» среднеперсидская и парфянская письменность, и письменность доисламского Хорезма) восходит к т. н. «Имперскому арамейскому» алфавиту. В Ахеменидской державе в канцелярии использовался в первую очередь семитский арамейский язык — арамейские документы того времени найдены в Египте, в Иране, в Афганистане. После македонского завоевания греческий язык потеснил арамейский, однако позднее в иранских областях — в том числе, в Согдиане — стали использовать всё то же арамейское письмо для записи текстов уже на среднеиранских языках (лишь в Бактрии, которая долгое время находилась под контролем эллинистической династии, запись иранского бактрийского языка греческим письмом удержалась до исламского времени).
Ранние согдийские тексты (Куль-Тюбе, надписи, «Старые Письма») записаны шрифтом, близким к арамейскому прототипу, направление письма — справа налево. Однако письменность более позднего, «классического» времени подверглась серьёзным изменениям: распространилось и стало обязательным курсивное, то есть слитное написание букв внутри слова, и строка была повернута на 90 градусов против часовой стрелки, то есть тексты писались сверху вниз. В этом изменении исследователи традиционно видят китайское влияние, несмотря на расположение строк и страниц слева направо; в академической традиции эти тексты принято разбирать, расположив строки горизонтально.

## Транслитерация
Консонантизм согдийского письма реконструируется приводимым ниже образом (первый столбец). В трёх последующих даётся общепринятая латинская транслитерация знаков, передающих соответствующие согласные, в согдийском национальном, манихейском и христианском письме. Используемая транскрипция — принятая в европейской науке, а не IPA. В скобках даны согласные, которые появлялись в согдийском либо в заимствованных словах, либо в определённом окружении (аллофоны).
| Звук | Нац.  | Ман. | Хр.             |
| ---- | ----- | ---- | --------------- |
| k    | k     | k, q | q               |
| x    | x     | x    | x (= Сир. k)    |
| (g)  | k     | g    | g               |
| γ    | γ     | γ    | γ (= Сир. 'айн) |
| č    | с     | с    | с (= Сир. цаде) |
| (с)  | ts, c | c    | с               |
| (ĵ)  | с     | j    | c               |
| t    | t     | t, t | t (Сир. ţ)      |
| θ    | δ     | δ    | θ (Сир. t)      |
| (d)  | t     | d    | t, d            |
| δ    | δ     | δ    | d               |
| p    | p     | p    | p               |
| f    | p, β  | f    | f               |
| (b)  | p, β  | b    | b, p            |
| v    | β     | β    | b               |
| r    | r     | r    | r               |
| (l)  | δ, r  | l    | l               |
| y    | y     | y    | y               |
| w    | w     | w    | w               |
| s    | s     | s    | s               |
| š    | š     | š    | š               |
| z    | z     | z    | z               |
| ž    | z     | j    | ž               |
| (h)  | x, 0  | h    | h               |
| n    | n     | n    | n               |
| m    | m     | m    | m               |

## Арамеограммы
Характерной особенностью иранских письменностей на арамейской основе является использование идеограмм, т. н. арамеограмм: для ряда лексем выписывалось арамейское слово (часто искажённое), но читался иранский эквивалент (ср. кандзи в современном японском, шумерограммы в аккадском). Так, согдийский писец для понятия «вино» выписывал xmr', однако читал его maδu. Такое написание восходит к арамейскому ḥamrā «вино». Идеограммы в иранских языках принято транслитерировать заглавными буквами. Даже в «Старых Письмах» идеограммы встречаются значительно реже, чем в стандартном среднеперсидском и тем более парфянском, а в текстах «классического» периода регулярно используется не более дюжины арамеограмм. В уйгурском письме (и далее в монгольском и маньчжурском) идеограммы отсутствуют вовсе. Свободно от идеограмм и манихейское согдийское письмо, в христианском отмечена лишь одна квази-идеограмма, которая копирует внешний вид идеограммы ZY в национальном письме (соответствует согдийскому ətə — сочинительный союз «и»).

## Потомки
Согдийское письмо сыграло важную роль в распространении грамоты в Азии. Оно было заимствовано и позднее реформировано тюрками-уйгурами, которые с VIII века расселились по территории Синьцзяна и начали перенимать культуру оседлых жителей страны. Уйгурское письмо было заимствовано монголами в XIII веке, постепенно было приспособлено к монгольскому языку (монгольский вариант часто называется как старомонгольским, так и «уйгурским» письмом).
В свою очередь, монгольское письмо в конце XVI века стало служить маньчжурам, после чего на его основе было создано более приспособленное к маньчжурскому языку маньчжурское письмо. Маньчжурские транскрипции китайских названий павильонов можно увидеть в «Запретном городе» в Пекине. Старомонгольское письмо используется по настоящее время как основное для монголов Внутренней Монголии, как дополнительное к кириллице в Монголии и для торжественных случаев в Бурятии. Параллельно с маньчжурским письмом была создана западномонгольская адаптация старомонгольского письма, тодо бичиг, широко распространившаяся параллельно со старомонгольским письмом в XVII—XVIII веке среди монгольских народов, и ныне играющая символическое значение в самоидентификации ойратов СУАР (КНР) и калмыков в Калмыкии.

## Памятники
Значительное число согдийских глосс сохранилось в китайских текстах, арабских сочинениях, древнетюркских памятниках. Имеется фрагмент согдийско-санскритской билингвы письмом брахми, содержащий названия медицинских снадобий (вероятно, глоссарий лекаря индийской школы, который принимал согдийцев в Турфане).